# 4
Aquesta pàgina és per a l'any. Per al nombre, vegeu quatre.

## Esdeveniments
- Tiberi és anomenat hereu d'August.[1]
- Tiberi adopta a Germànic.[1]
- La llei Lex Aelia Sentia regula la manumissió d'esclaus[2]
- Fraates V de Pàrtia és assassinat. La corona passa a Orodes III de Pàrtia.[3]
- Nicolau de Damasc escriu el volum 14 del seu Història del món.[4]

## Naixements
- Luci Juni Moderat Columel·la, escriptor i científic romà (m. 70).[5]
- Daemusin de Gogurieo, rei de Koguryŏ (Corea i Manxúria), (m. 44).[6]

## Necrològiques
- Artavasdes IV, rei d'Armènia (n. 20 aC).[7]
- Bak Hyeokgeose del regne de Silla, primer regent de Corea.[6]
- Gaius Caesar fill d'Agripa i Júlia mor per les ferides que va patir durant la campanya a Artagira (Armènia).[8]